# Dénölnam
Dénölnam was de twintigste tsenpo, ofwel koning van Tibet. Hij was een van de legendarische koningen en was de vijfde van de acht middenkoningen met de naam Dé (100-300).